# Liste der Kulturdenkmale in Consdorf
In der Liste der Kulturdenkmale in Consdorf sind alle Kulturdenkmale der luxemburgischen Gemeinde Consdorf aufgeführt (Stand: 15. Juli 2025).

## Kulturdenkmale nach Ortsteil

### Breidweiler
| Bild           | Bezeichnung                         | Lage                 | Beschreibung | Stufe | Eingetragen seit |
| -------------- | ----------------------------------- | -------------------- | ------------ | ----- | ---------------- |
| Bauernhof      | Bauernhof                           | 2, rue Hicht (Karte) |              | PCN   | 27. Juli 2012    |
| Weitere Bilder | „Schéissendëmpel“ / Schiessentümpel | (Karte)              |              | PCN   | 11. Februar 2022 |

### Kolbett
| Bild    | Bezeichnung | Lage                       | Beschreibung | Stufe | Eingetragen seit  |
| ------- | ----------- | -------------------------- | ------------ | ----- | ----------------- |
| Gebäude | Gebäude     | 35, rue d’Altrier (Karte)  |              | PCN   | 5. Dezember 2008  |
| Gebäude | Gebäude     | 36, rue d’Altrier (Karte)  |              | PCN   | 28. November 2008 |
|         | Gebäude     | 4, rue de Colbette (Karte) |              | PCN   | 28. November 2008 |

### Consdorf
| Bild                                 | Bezeichnung                             | Lage                                        | Beschreibung | Stufe | Eingetragen seit   |
| ------------------------------------ | --------------------------------------- | ------------------------------------------- | ------------ | ----- | ------------------ |
| Glockenturm der Pfarrkirche Consdorf | Glockenturm der Pfarrkirche Consdorf    | rue de Luxembourg (Karte)                   |              | PCN   | 6. Dezember 1982   |
| Ehemaliger Bauernhof                 | Ehemaliger Bauernhof                    | 12, Huelewee (Karte)                        |              | PCN   | 13. Mai 2015       |
|                                      | Archäologische Fundstätte               | Kachelskapp (Karte)                         |              | PCN   | 6. September 2018  |
|                                      | Technische Anlagen der Consdorfer Mühle | (Karte)                                     |              | PCN   | 30. November 2018  |
| Ehemaliger Bauernhof                 | Ehemaliger Bauernhof                    | 30, route de Luxembourg (Karte)             |              | PCN   | 24. Juni 2021      |
|                                      | Turbinenhaus mit Kanal                  | (Karte)                                     |              | PCN   | 20. Januar 2023    |
| Bauernhof                            | Bauernhof                               | 26, route de Luxembourg/3, Huelewee (Karte) |              | IS    | 4. September 2017  |
| Mühle Konsdorf                       | Mühle Konsdorf                          | (Karte)                                     |              | IS    | 22. September 2017 |
| Wohnhaus                             | Wohnhaus                                | 77, route de Luxembourg (Karte)             |              | IS    | 12. Februar 2018   |
|                                      | Archäologische Fundstätte               | Buurgknapp (Karte)                          |              | IS    | 14. März 2018      |

### Scheidgen
| Bild | Bezeichnung                            | Lage                 | Beschreibung | Stufe | Eingetragen seit |
| ---- | -------------------------------------- | -------------------- | ------------ | ----- | ---------------- |
|      | Ehemaliger Bauernhof („Alrodeschhaff“) | an der CR132 (Karte) |              | PCN   | 7. Januar 2022   |

Legende: PCN – Immeubles et objets bénéficiant des effets de classement comme patrimoine culturel national; IS – Immeubles et objets inscrits à l’inventaire supplémentaire

## Quelle
- Liste des immeubles et objets beneficiant d’une protection nationales, Nationales Institut für das gebaute Erbe, Fassung vom 12. September 2022, S. 18 f. (PDF)

- Karte mit allen Koordinaten:
- OSM |
- WikiMap

Bad Mondorf |
Bartringen |
Bauschleiden |
Bech |
Beckerich |
Befort |
Berdorf |
Bettemburg |
Bettendorf |
Betzdorf |
Bissen |
Biwer |
Burscheid |
Bous-Waldbredimus |
Clerf |
Colmar-Berg |
Consdorf |
Contern |
Dalheim |
Diekirch |
Differdingen |
Dippach |
Düdelingen |
Echternach |
Ell |
Ernztalgemeinde |
Erpeldingen an der Sauer |
Esch an der Alzette |
Esch an der Sauer |
Ettelbrück |
Fels |
Feulen |
Fischbach |
Flaxweiler |
Frisingen |
Garnich |
Goesdorf |
Grevenmacher |
Grosbous-Wahl |
Habscht |
Heffingen |
Helperknapp |
Hesperingen |
Junglinster |
Käerjeng |
Kayl |
Kehlen |
Kiischpelt |
Koerich |
Kopstal |
Lenningen |
Leudelingen |
Lintgen |
Lorentzweiler |
Luxemburg |
Mamer |
Manternach |
Mersch |
Mertert |
Mertzig |
Monnerich |
Niederanven |
Nommern |
Parc Hosingen |
Petingen |
Préizerdaul |
Pütscheid |
Rambruch |
Reckingen/Mess |
Redingen/Attert |
Reisdorf |
Remich |
Roeser |
Rosport-Mompach |
Rümelingen |
Saeul |
Sandweiler |
Sassenheim |
Schengen |
Schieren |
Schifflingen |
Schüttringen |
Stadtbredimus |
Stauseegemeinde |
Steinfort |
Steinsel |
Strassen |
Tandel |
Ulflingen |
Useldingen |
Vianden |
Vichten |
Waldbillig |
Walferdingen |
Weiler zum Turm |
Weiswampach |
Wiltz |
Winseler |
Wintger |
Wormeldingen